# Ал Гор
Албърт Арнолд „Ал“ Гор, Младши (на английски: Albert Arnold „Al“ Gore, Jr.) е американски политик, преподавател, бизнесмен и природозащитник, лауреат на Нобелова награда за мир през 2007 съвместно с Междуправителствения панел за климатични промени.

## Образование
През 1969 г. завършва Харвардския университет със степен бакалавър по изкуствата.

## Кариера
Албърт Гор заема 45-ия вицепрезидентски пост в администрацията на Бил Клинтън от 1993 до 2001 г. Преди това е бил в камарата на представителите и сенатор от щата Тенеси.
Ал Гор е номиниран от демократите в кампанията за президент на САЩ в изборите през 2000 г. Гор печели народния вот с около половин милион гласа повече от опонента си от Републиканската партия Джордж Уокър Буш, но според американската конституция губи в Избирателната колегия с 271 на 266 гласа.
Гор понастоящем е президент на телевизонния канал Current TV, председател на Generation Investment Management, член на съвета на директорите на „Apple“ Inc. и неофициален съветник на ръководството на „Google“. Той преподава в областта на глобалното затопляне, или както той го нарича „климатична криза“.  Ал Гор се появява на видеомузикалните награди на MTV на 31 август 2006 година и държи реч за глобалното затопляне.
Има спекулации за евентуалното кандидатиране на Ал Гор за президент на изборите през 2008 г., но самият той казва: „Не възнамерявам да се кандидатирам за президент отново“, но не изключва бъдещето си от политиката.
На 12 октомври 2007 г. е присъдена Нобелова награда за мир на Ал Гор и на Междуправителствения панел на ООН за климатичните промени (Intergovernmental Panel on Climate Change – IPCC) за „усилията им да изградят и да разпространяват по-голямо познание за измененията на климата, предизвикани от човека, както и да поставят основите за мерките, които са необходими, за да се противодейства на такава промяна“ (цитат). Американският учен – метеоролог Уилиам Грей определя това присъждане на Нобелова награда като „смехотворно“.
През юни 2010 г. чрез „Асошиейтед прес“ става известно, че Ал Гор и съпругата му Типър се разделят след 40-годишен брак.
Според имейл, изпратен до приятелите на семейството, бившият американски вицепрезидент и неговата жена обясняват, че това е „взаимно и имащо взаимна подкрепа решение, което ние взехме заедно след процес на дълго и внимателно обмисляне“.